# 可替代的集合论
一般來講，可替代的集合论（an alternative set theory）是指建立集合概念的其它数学方法。它的正是作為標準集合論的替代而出現的。
一些可替代的集合论：  
- 半集合理论
- 粗集合理论
- 模糊集理论
- 新基础集合论 (NF)
- 正集合论

狹義地，可替代集合論（the Alternative Set Theory，AST）是指一種具體的集合論，它是在70年代至80年代之間由Petr Vopěnka和他的学生所發展的。此理論建立於半集合理论的某些想法上，但也引入了更加激进的改变：例如，在 AST 中所有集合都是「形式上」有限的，也就是說關於集合公式的數學歸納法成立（更精確地說，AST 中只和集合有關的那些公理，和ZF集合論是等價的。其中，無窮公理被它的否命題取代了）。但是這些形式上有限的集合中，有一些包含了不是集合的子類，這使之與康托所定義的有限集（ZF的有限集）有所不同。這些子類稱作AST中的無窮集（尽管一些是"非标准有限的"而外在的实际上无限的，还有甚至类可以内在的是无限的）。

## 引用
- Vopěnka, P. Mathematics in the Alternative Set Theory. Leipzig: Teubner, 1979.